# Шеванне
Шеванне́ (фр. Chevannay) — коммуна во Франции, находится в регионе Бургундия. Департамент коммуны — Кот-д’Ор. Входит в состав кантона Витто. Округ коммуны — Монбар.
Код INSEE коммуны — 21168.

## Население
Население коммуны на 2010 год составляло 52 человека.
| 1962 | 1968 | 1975 | 1982 | 1990 | 1999 | 2010 |
| ---- | ---- | ---- | ---- | ---- | ---- | ---- |
| 58   | 52   | 39   | 40   | 41   | 46   | 52   |

## Экономика
В 2010 году среди 28 человек трудоспособного возраста (15—64 лет) 21 были экономически активными, 7 — неактивными (показатель активности — 75,0 %, в 1999 году было 60,0 %). Из 21 активных жителей работали 20 человек (13 мужчин и 7 женщин), безработным был 1 мужчина. Среди 7 неактивных 2 человека были учениками или студентами, 3 — пенсионерами, 2 были неактивными по другим причинам.